# Sinantropia

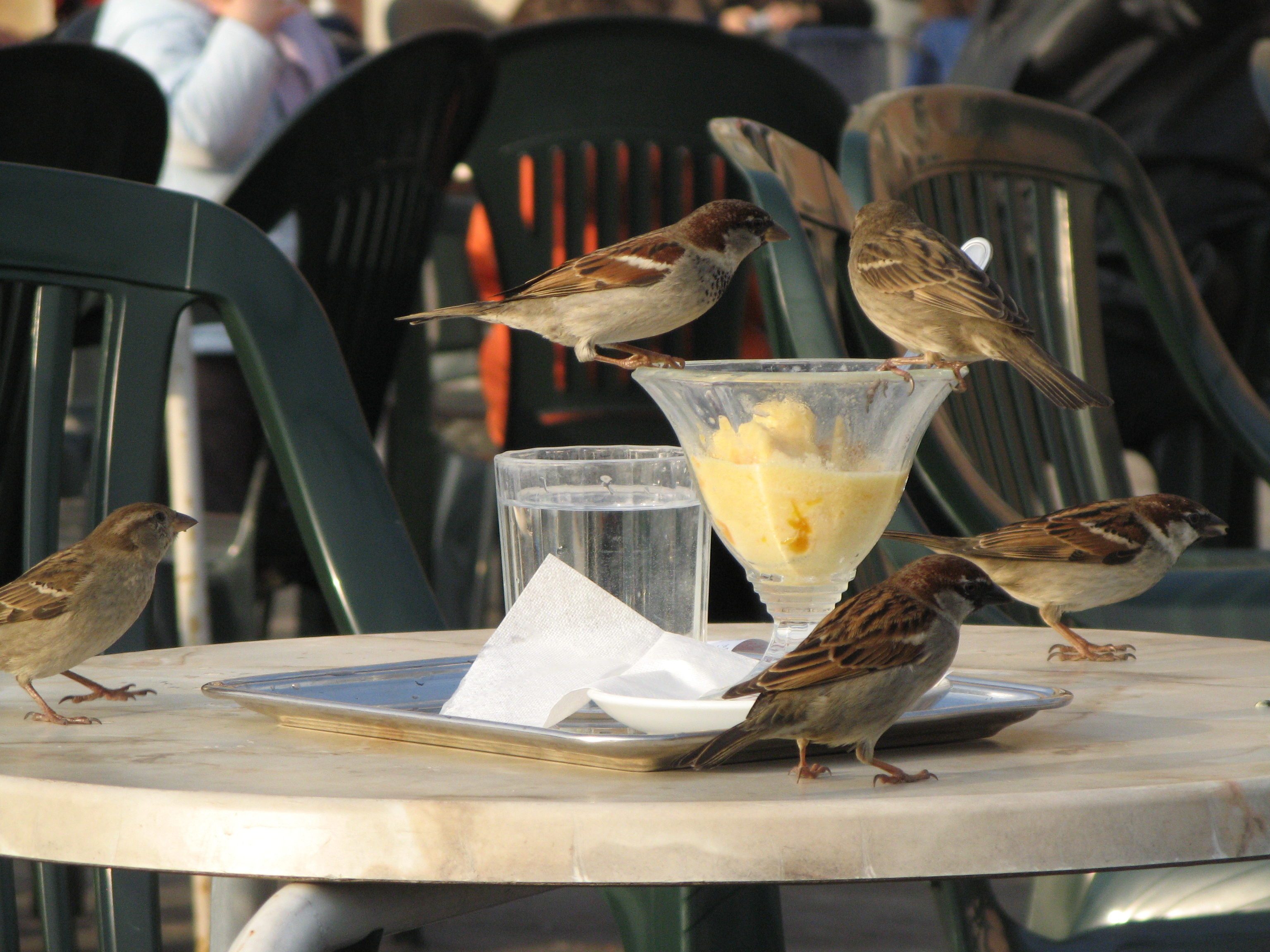
El pardal comú és una espècie adaptada als entorns urbans.

El terme sinantropia s'utilitza en biologia per designar la capacitat d'algunes espècies de flora i fauna per habitar en ecosistemes urbans o antropitzats, adaptant-se a les condicions ambientals creades o modificades com a resultat de l'activitat humana. Pot aplicar-se tant a insectes, com a mamífers, rèptils, aus o altres animals o plantes. No es considera sinantropia l'associació entre l'home i els animals domèstic com el gos.

## Classificació
Es classifiquen les espècies en diverses categories, en relació al seu grau de sinantropia:
- Eusinantròpiques. Són aquelles espècies que estan relacionades amb àrees urbanes en les quals existeixen gran nombre d'habitatges.
- Hemisinantròpiques. Són aquelles espècies que viuen properes a àrees rurals o suburbanes en les quals existeixen habitatges dispersos.
- Anisantròpiques. Es designa amb aquest nom a aquelles espècies que viuen en àrees naturals on no existeixen assentaments humans.

## Espècies
- Mosques. Algunes espècies de mosques de la família muscidae (mosques domèstiques), viuen en estret contacte amb els éssers humans, doncs el seu cicle vital es desenvolupa sobre materials generats per l'activitat humana, com a escombraries o altres deixalles orgàniques.[2]

- El pardal comú (Passer domesticus) és una espècie d'au passeriforme de la família Passeridae que està adaptada a l'hàbitat urbà i acostuma a viure prop dels humans.[3]

- Colom domèstic (Columba livia). Aquesta espècie s'ha adaptat al mitjà urbà, arribant a considerar-se una plaga en algunes ciutats.

- Rates. Rattus rattus i Rattus norvegicus són les 2 espècies de rates que acostumen a viure prop de les cases. Mentre la primera prefereix habitar en les parts altes dels habitatges, els graners i les golfes, la segona prefereix els subsòls dels edificis, embornals i soterranis.[4]

- Blattodea (paneroles). Al voltant de 20 espècies de paneroles prefereixen per viure els habitatges humans i proximitat.[5]